# أليسون بيكر (ممثل كوميدي)
أليسون بيكر (بالإنجليزية: Alison Becker) (و. 1977  م) هي ممثلة كوميدية، وممثلة أفلام، وممثلة تلفزيونية، وكاتبة سيناريو، وممثلة صوت أمريكية.

## التعليم
تعلمت في جامعة جورجتاون
.

## وصلات خارجية
- أليسون بيكر على موقع IMDb (الإنجليزية)
- أليسون بيكر على موقع أول موفي (الإنجليزية)
- أليسون بيكر على موقع قاعدة بيانات الفيلم (الإنجليزية)